# تشاك بوش
تشاك بوش (بالإنجليزية: Chuck Bush)‏ هو كاتب سيناريو ومنتج أفلام ومخرج أمريكي، ولد في 1 يوليو 1961 في نيو أورلينز في الولايات المتحدة.

## وصلات خارجية
- تشاك بوش على موقع IMDb (الإنجليزية)
- تشاك بوش على موقع ألو سيني (الفرنسية)
- تشاك بوش على موقع أول موفي (الإنجليزية)
- تشاك بوش على موقع قاعدة بيانات الفيلم (الإنجليزية)
- تشاك بوش على موقع كينوبويسك (الروسية)